# Сирвентес
Сирвентес је тип поезије које су користили трубадури, али и песници слатког новог стила, у XIV веку када се развио као јединствена дидактичко-моралистичка форма. Песма писана у стилу кансо, у којој се „слуга“ (sirven) обраћа дами да је служи. Песник који је „слуга“, или „поданик“ се јавља да би служио и хвалио свог господара.

## Примери
Пример сирвентеса постоји у VI поглављу Дантеовог Новог живота, у коме Данте пише сирвентес дами која му служи као заштита.
| -{O voi che per la via d'Amor passate, attendete e guardate s'elli è dolore alcun, quanto 'l mio, grave; e prego sol ch'audir mi sofferiate, e poi imaginate s'io son d'ogni tormento ostale e chiave. Amor, non già per mia poca bontate, ma per sua nobiltate, mi pose in vita sì dolce e soave, ch'io mi sentia dir dietro spesse fiate: "Deo, per qual dignitate così leggiadro questi lo core have?" Or ho perduta tutta mia baldanza, che si movea d'amoroso tesoro; ond'io pover dimoro, in guisa che di dir mi ven dottanza. Sì che volendo far come coloro che per vergogna celan lor mancanza, di fuor mostro allegranza, e dentro da lo core struggo e ploro.}- | О ви што низ друм Аморов газите, мотрите и кажите да ли је бол, од мога већи, могућ; и молим тек да говор мој пратите и тако схватите да ли сам мука свих одаја и кључ. Амор ми, не због заслуге властите, већ душе племените даде живота благог сласти тисућ те чух за собом почесто речи те: „Боже, какву моћ кријућ, у срцу тог су радости вечите?“ Ал' сад изгубих веселост једину што стизаше ми из љубавне скриње; тако остах без и ње те сумња вољу за песмом прекину. С тог желео бих личит' на већину који крију сва зла што их киње, споља показујућ ведрину а у дну срца лијућ сузе сиње. |